# James Oberg
James Edward Oberg (1944 - ), llamado también Jim Oberg, es un ingeniero y periodista estadounidense especializado en temas espaciales. Está casado con Alcestis ("Cooky") Oberg y viven en el condado de Galveston, Texas. Tiene dos hijos y diversos nietos.

## Trabajo como ingeniero
Trabajó en las fuerzas aéreas de los Estados Unidos y, desde 1975 hasta 1997 en la NASA, concretamente en el programa del Transbordador espacial en el Centro espacial Lyndon B. Johnson. Allí desarrolló tareas en el Centro de Control de Misión desde la primera misión del transbordador, especializándose en técnicas de acercamiento orbital, hasta la planificación de la órbita para la misión STS-88, la primera de ensamblaje de la Estación Espacial Internacional.

## Trabajo como divulgador
James Oberg trabaja para diversos medios de comunicación, siendo consultor en temas espaciales. Entre ellos figuró la ABC y, actualmente, la NBC, así como diversas cadenas extranjeras. Ha colaborado también con diversos museos como el National Air and Space Museum, el Boston Museum of Science y el Kansas Cosmosphere Museum.
Ha escrito más de 1000 artículos en periódicos y revistas como Astronautics & Aeronautics, OMNI, Washington Post, USA Today, Wall Street Journal, Science Digest, Der Spiegel, Newton, Air and Space, Christian Science Monitor, Spaceflight, Skeptical Inquirer, Sky and Telescope, Space News, etc.
Tras la desintegración de la Unión Soviética viajó allí para recabar información sobre el programa espacial soviético/ruso, por lo que se le considera uno de los mayores expertos occidentales en el tema. Prueba de ello es que en 1993 fue invitado a pertenecer a la Academia rusa de las Ciencias, convirtiéndose en el primer miembro extranjero. También es considerado experto en astronáutica china.
Ha testificado en el Congreso de los Estados Unidos sobre diversos temas relacionados con la astronáutica y ha trabajado con el ejército de este país, prestando asesoramiento técnico.

## Trabajo como escéptico
James Oberg pertenece al CSI (anteriormente llamada CSICOP) y es consultor editorial del Skeptical Inquirer, donde ha elaborado artículos críticos con los avistamientos de OVNIs. También fue ufólogo en la revista OMNI y ha prestado colaboraciones puntuales en diversos medios de comunicación. Sus comentarios incluyen, entre otros, el misterio de la Phobos 2,  Las teorías de conspiración sobre los alunizajes del programa Apolo y diversos avistamientos de ovnis por parte de astronautas de la NASA. Según él el fenómeno OVNI se explica como producto de patrones culturales, observaciones poco precisas, fraudes y algunos medios de comunicación, que buscan el entretenimiento en vez de un análisis serio.
Su posición como escéptico del fenómeno OVNI le ha valido críticas desde quienes mantienen opiniones contrarias a la suya.
La NASA le propuso escribir un libro que ayudara a los maestros a rebatir las acusaciones de falsificación de los viajes a la Luna. Pero posteriormente la agencia cambió de opinión, ya que se consideró que asignar fondos públicos a recusar estas acusaciones podía hacer creer que éstas eran creíbles. Oberg afirmó que escribiría de todas formas el libro, pero no está claro si llegará a materializarse o no.

## Libros
- New Earths (1981) ISBN 0-452-00623-6 ISBN 0-8117-1007-6
- Red Star In Orbit (1981) ISBN 0-394-51429-7
- Mission to Mars (1982) ISBN 0-8117-0432-7 ISBN 0-452-00655-4
- UFO's and Outer Space Mysteries (1982) ISBN 0-89865-102-6
- The New Race for Space (1984) ISBN 0-8117-2177-9
- Pioneering Space (1986) ISBN 0-07-048034-6
- Uncovering Soviet Disasters (1988) ISBN 0-394-56095-7
- Space Power Theory (1999) (escrito para el Comando Espacial de las Fuerzas Aéreas de los Estados Unidos; publicado en internet aquí)
- Star-Crossed Orbits: Inside the US/Russian Space Alliance (2002) ISBN 0-07-137425-6